# Michaelides Sámuel
Michaelides Sámuel (Szakolca, 1674. február 18. – Besztercebánya, 1740. november 22.) a Bányai evangélikus egyházkerület püspöke 1734-től haláláig.

## Élete
Tanult Zsolnán, Szulyóváralján, Besztercebányán, Liptószentivánban, Késmárkon, Nagypalugyán, Mosócon és Körmöcbányán. 1690-ben külföldre ment, és miután négy évet Zittauban töltött, 1694. július 3-án a wittenbergi egyetemre iratkozott be. Visszatérve hazájába, 1696 tavaszán botfalvi, 1701 tavaszán trencséni, 1706 júniusában kaszai pap lett, és mint ilyet, esperesnek is megválasztotta az alsótrencséni egyházmegye. Jelen volt a rózsahegyi zsinaton. Kaszáról elűzetvén, 1710 tavaszától Besztercebányán volt szlovák prédikátor. A bányai egyházkerület 1732. november 22-én püspökké választotta. Híres volt az ékesszólásáról. 

## Művei
- De virtute heroica. (Wittenberg, 1696)
- Summarium biblicum (4 r. németből szlovákra fordítva, 1730)